# Ferdinando Leda
Ferdinando Leda (ur. 22 kwietnia 1980) – brazylijski piłkarz występujący na pozycji pomocnika.

## Kariera piłkarska
Od 2000 roku występował w Palmas, CFZ, Vitória, Avaí FC, São Bento, Grêmio, Portuguesa, Incheon United i Júbilo Iwata.